# Gelsenkirchen
Gelsenkirchen (in basso tedesco Gelsenkiärken) è una città extracircondariale tedesca del Land della Renania Settentrionale-Vestfalia con 260 126 abitanti.

## Storia
Il nome Gelstenkerken o Geilistirinkirkin apparve per la prima volta nel 1150, ma fino alla metà del XIX secolo la zona apparve scarsamente popolata e quasi esclusivamente agraria.
Con la scoperta di giacimenti di carbone intorno al 1840, la città visse un rapido sviluppo economico dovuto alle industrie del carbone e dell'acciaio, tanto da divenire, durante il periodo nazista, uno dei centri della industria delle armi.
Gelsenkirchen ospitò anche un campo di concentramento (succursale di Buchenwald). Nel dopoguerra, la città entrò in crisi per il declino delle industrie pesanti. Oggi tenta di svilupparsi sui servizi ed è il centro tedesco dell'energia solare.

## Geografia antropica

### Suddivisioni amministrative
Gelsenkirchen è suddivisa in 5 distretti urbani (Stadtbezirk), i quali a loro volta si suddividono in quartieri (Stadtteil) per un totale di 18.
| Distretto urbano    | Superficie (km²) | Abitanti |
| ------------------- | ---------------- | -------- |
| Gelsenkirchen-Mitte | 27,977           | 89 544   |
| Gelsenkirchen-Nord  | 32,937           | 59 032   |
| Gelsenkirchen-West  | 12,828           | 34 325   |
| Gelsenkirchen-Ost   | 20,648           | 42 509   |
| Gelsenkirchen-Süd   | 10,473           | 37 895   |

## Sport
La locale squadra calcistica dello Schalke 04 è stata sette volte campione di Germania e vincitore della Coppa UEFA nel 1997. Schalke è uno dei quartieri della città, situato nella zona centromeridionale.
Il modernissimo stadio Veltins-Arena, casa dello Schalke 04, ha ospitato la finale della Champions League 2003-2004 - Gelsenkirchen è la città più piccola che ha ospitato tale evento -, alcune partite della fase finale dei Campionati mondiali di calcio del 1974 e del 2006, e nel 2024 ha ospitato quattro partite del Campionato europeo di calcio 2024.